# عملة أكسومية
كانت العملة الأكسومية، عبارة عن عملة معدنية صكت واستعملت للتداول داخل مملكة أكسوم (أو أكسوم) التي تتمركز في إثيوبيا وإريتريا الحالية. وقد سكت واستعملت للتداول منذ عهد الملك إندوبيس حوالي عام 270 ميلادية حتى بدأت في الانخفاض في النصف الأول من القرن السابع عندما استعمل الدينار للتداول النقدي مع معظم أجزاء الشرق الأوسط. وخلال الفترة التالية من القرون الوسطى، كانت عملة مقديشو، التي سكتها سلطنة مقديشو، هي العملة الأكثر تداولاً في الأجزاء الشرقية والجنوبية من القرن الأفريقي منذ بداية القرن الثاني عشر.

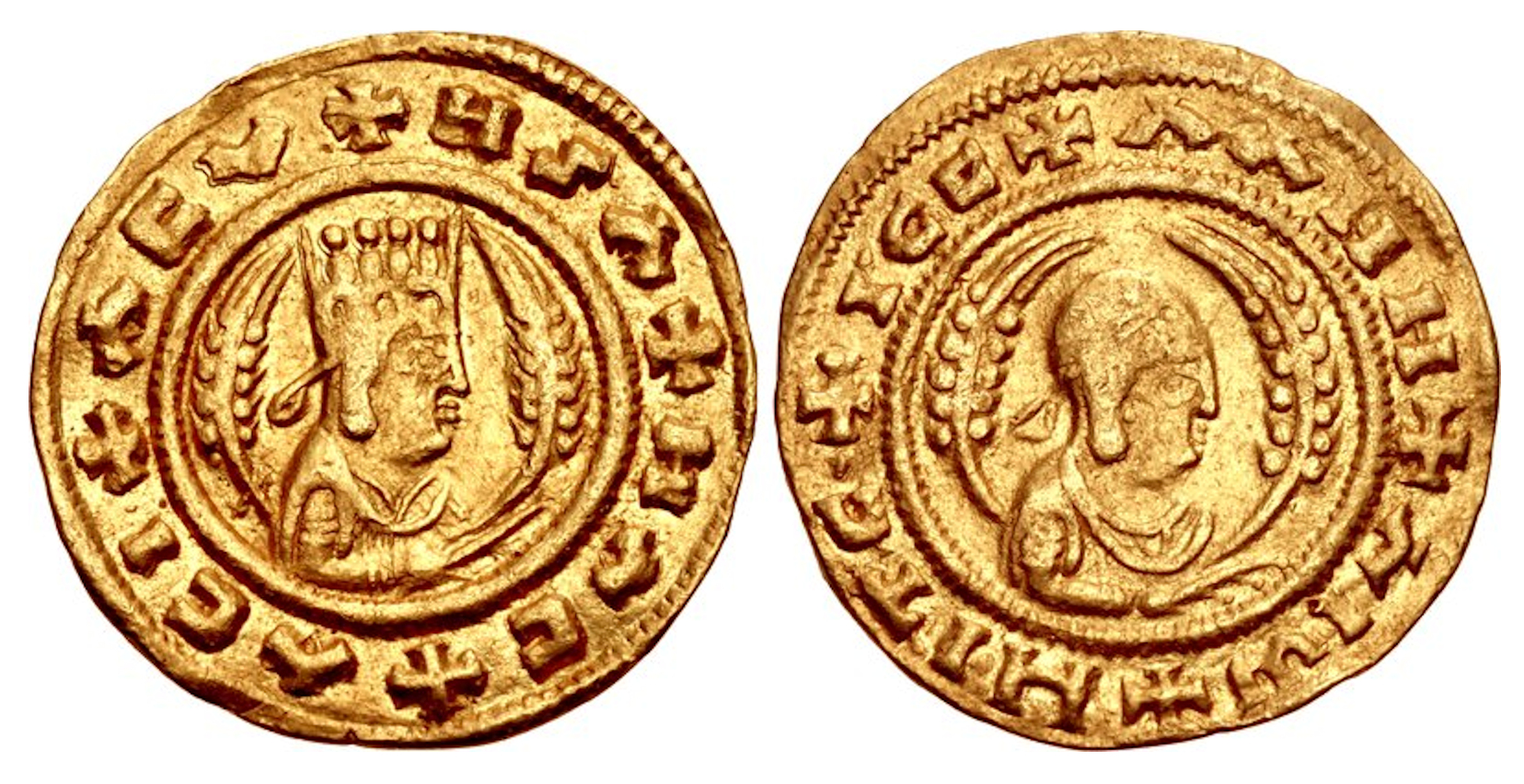
عملة نقد ذهبية تعود إلى القرن الرابع للملك عيزانا

تُعد عملة أكسوم النقدية مؤشراً على التأثيرات الثقافية والمناخ الديني المعاصر للمملكة (من حيث تعدد الآلهة في البداية ثم انتشار المسيحية الشرقية). كما أنها سهَّلت تجارة البحر الأحمر التي ازدهرت بها. كما أثبتت العملة أيضًا أنها لا تقدر بثمن في توفير تسلسل زمني موثوق لملوك أكسوم بسبب عدم وجود أعمال أثرية واسعة النطاق في المنطقة.

## الأصل التاريخي

### فترة ما قبل العملة
على الرغم من أن إصدار العملات المعدنية المسكوكة لم يبدأ حتى عام 270 تقريباً، إلا أن النقود المعدنية ربما استعملت في أكسوم قبل قرون من سكها مركزياً. يذكر كتاب بيريبلوس البحر الإريثري أن الدولة الأكسومية كانت تستورد النحاس الأصفر (باليونانية: ορερεχίαλος، بالحروف اللاتينية: orikhalkos)، "وكانوا يستخدمونه للحلي والقطع كنقود"، كما استوردوا "القليل من النقود (الدينار) لاستخدامها من قبل الأجانب الذين يعيشون هناك". ولذلك يمكن الاستدلال على أن الملوك الأكسوميين الأوائل، الذين كانوا يعيشون على المياه التجارية الدولية للبحر الأحمر، أدركوا فائدة وجود عملة موحدة لتسهيل التجارة المحلية والدولية على حد سواء.

### المؤثرات
على الرغم من أن العملات الأكسومية أصلية في التصميم والإبداع، إلا أنه لا يمكن إنكار وجود بعض التأثيرات الخارجية التي شجعت على استخدام النقود المعدنية. ففي الوقت الذي سُكَّت فيه النقود المعدنية لأول مرة في أكسوم كانت هناك تجارة واسعة النطاق مع الرومان على البحر الأحمر؛ ولا يمكن استبعاد التأثير الكوشاني أو الفارسي. وقد عُثِرَ على عملات رومانية وحميرية وكوشانية في المدن الأكسومية الرئيسية، ومع ذلك لم يُعثر إلا على كميات قليلة جداً من العملات الأجنبية ويبدو أن تداول العملات الأجنبية كان محدوداً.
وعلى الرغم من أن الممالك العربية الجنوبية كانت قد سكت عملات معدنية أيضاً، إلا أنها كانت قد توقفت عن الاستخدام في زمن بعض التدخل الأكسومي في جنوب الجزيرة العربية في عهد غدرتو، ولم تسك إلا نادراً جداً من الفضة أو الذهب (الفضة بشكل رئيسي في سبأ وحمير، والبرونز في حضرموت)، مما يجعل التأثير غير محتمل. ومع ذلك، لم يكن الدافع الرئيسي هو المحاكاة بل كان الدافع الاقتصادي؛ فالبحر الأحمر وسواحله كانت دائماً منطقة تجارة دولية، وكانت النقود المعدنية تسهل كثيراً التجارة والثروة في "القوة العالمية" الحالية.
وعلى الرغم من هذه التأثيرات، فقد كانت العملات ذات تصميم محلي أصيل، وكانت التأثيرات الأجنبية ضعيفة نسبياً وقليلة العدد.

## فترة ما قبل المسيحية
سُكَّت العملة الأكسومية لأول مرة في المراحل المتأخرة من نمو الإمبراطورية، عندما بدأ عصرها الذهبي بالفعل. بدأ سك العملات المعدنية حوالي عام 270، بدءاً من عهد إندوبيس.

## مصدر المعادن

### الذهب

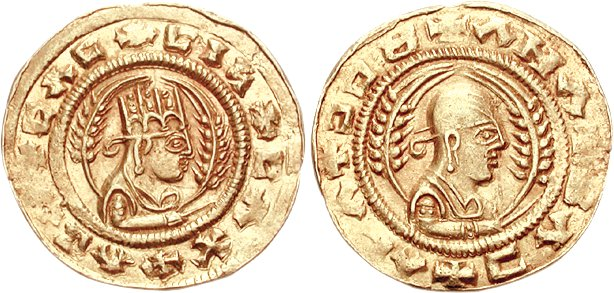
عملة إندوبيس الذهبية.

ويبدو أنهم حصلوا على الذهب من عدد من المصادر. من المحتمل أن معدن الذهب كان يأتي من ساسو (جنوب السودان)، بالإضافة إلى مصادر إثيوبية أكثر قرباً، على الرغم من أن هذه الأخيرة غير موثقة بشكل جيد في الشمال. وقد وثقت تجارة الذهب من المناطق الجنوبية من إثيوبيا مثل مقاطعة مملكة إيناريا في العصور الوسطى منذ القرن السادس (أي من كتابات كوزماس إنديكوبليستس) واستمرت حتى أيام جيمس بروس (القرن الثامن عشر). كما كانت التجارة الإثيوبية مع زيمبابوي الحديثة للذهب مصدرًا أيضًا. وكان الذهب يأتي أيضاً من مصادر أكثر شمالاً مثل غوجام وأراضي البجا وما يعرف الآن بإريتريا، على الرغم من أن المصدرين الأخيرين أقل تأكيداً.
ومع ذلك، فقد وجد فحص حديث للتنقيب عن الذهب في إريتريا عن وجود رواسب كبيرة من الذهب في إمبا ديرهو، كما أن هناك رواسب مثبتة في زارا في وسط غرب إريتريا.

### الفضة وغيرها

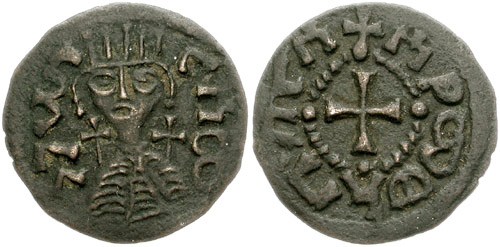
العملة الفضية، عملة أساسية مع صورة أمامية نادرة

وفي حين أن هناك مصادر محلية للذهب خلال العصر الأكسومي، يبدو أن الفضة كانت نادرة في أكسوم. ولا يوجد ذكر لمناجم الفضة في المنطقة حتى القرنين الخامس عشر والسادس عشر. على الرغم من أن الفضة كانت مستوردة كما يشهد على ذلك كتاب بيريبلوس البحر الإريثري.
ونظراً لكثرة العملات الفضية، فلا يمكن أن تكون هي المصدر الوحيد للفضة في أكسوم. علاوة على ذلك، فإن عدداً كبيراً من العملات الفضية يحتوي على تطعيمات ذهبية (على الأرجح لزيادة القيمة)، وهو ما لم يكن ضرورياً إذا كانت الفضة نادرة جداً بحيث كان يجب استيرادها بشكل أساسي.
وربما كان الحصول على كعدن الفضة من تنقية رواسب الذهب، الذي يحدث أحيانًا ويتواجد بشكل طبيعي مع معدن الفضة في سبيكة تسمى الإلكتروم. ولا يبدو أن النحاس والبرونز كانا موجودين محليًا في الإمبراطورية الأكسومية، على الرغم من أنهُ أشير إليهما كواردات في كتاب بيريبلوس البحر الإريتيري.

### القيمة النقدية
على الرغم من أن العملات الذهبية كانت بالتأكيد أكثر الإصدارات قيمة، تليها الفضية، إلا أن العلاقة الدقيقة بين الإصدارات الثلاثة (الذهبية والفضية والبرونزية) غير معروفة. كانت الدولة الأكسومية تتحكم في إمدادات الذهب عن كثب، كما أشار كوزماس إنديكوبليستس، ولا شك أن المعادن الثمينة الأخرى كانت تخضع أيضاً لرقابة صارمة مما سمح للدولة الأكسومية بضمان استخدام عملتها. كما كانت جودة العملات الأكسومية خاضعة لرقابة صارمة، وعادةً ما كانت ذات نقاوة عالية. فعلى سبيل المثال، كانت أقل نسبة نقاء للذهب المسجلة حتى الآن لعملة الملك أفيلاس هي 90 في المائة. وغالبًا ما كانت الإصدارات المبكرة قريبة جدًا من أوزانها النظرية، بل إن بعضها كان أكثر من أوزانها النظرية. ومع ذلك، كان وزن العملات يميل إلى الانخفاض بمرور الوقت (وإن لم يكن بشكل مستمر أو منتظم).
وربما كان هذا يعكس الرغبة في التوافق مع الإصلاح النقدي لدقلديانوس عام 301، عندما خفض قيمة الأوريوس من 1⁄60 من الجنيه الروماني إلى 1⁄72. وعلى الرغم من الانخفاضات في الوزن، إلا أنه حافظ على نقاء الذهب إلى حد كبير، حتى من قبل الملوك اللاحقين. كما أن الوفرة النسبية للعملات الأكسومية بالإضافة إلى العديد من العملات التي لم يعثر عليها بعد تشير إلى أن أكسوم لا بد أنها كانت تمتلك كميات كبيرة من رصيد معدن الذهب.

### التصميم

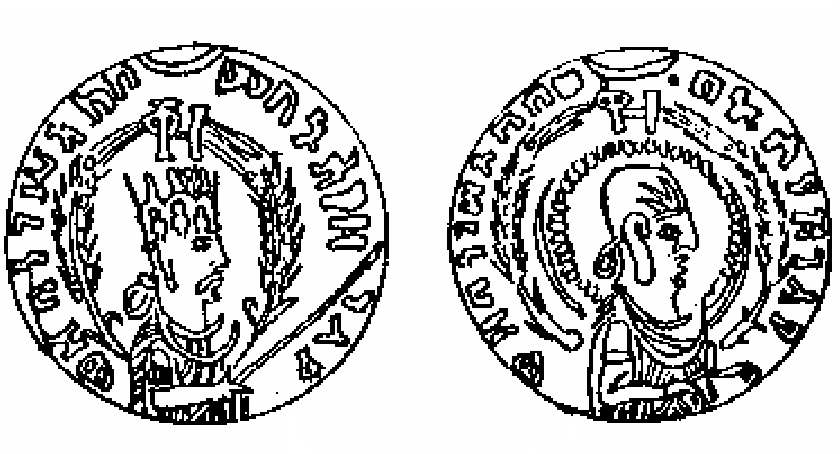
رسم تخطيطي لعملة ذهبية من وازيبا باستخدام خط الجيز ولغته.

وغالباً ما كان النقش على النقود مكتوباً باللغة اليونانية، حيث كانت معظم تجارتها مع "الشرق اليوناني". واستخدمت النقوش اللاحقة لغة الجيز، وهي لغة الأكسوميين بشكل أكبر، مما يشير ربما إلى تراجع استعمالها في التجارة الدولية (أي مع روما والهند). كان وجه العملة دائماً ما يحمل صورة الملك (دائماً تقريباً في صورة جانبية) مرتدياً إما تاجاً أو خوذة/غطاء رأس الملك. وكان غطاء الرأس يحتوي على صورة ما ربما تمثل طيات أو أشعة أو أشعة الشمس في المقدمة، بالإضافة إلى طرف مربوط من القماش أو الشريحة لتثبيت الخوذة أو غطاء الرأس في مكانها. تضمنت معظم النقود أيضاً نقشاً (عادةً ما يكون باليونانية) يعني "ملك أكسوم" أو ملك الأكسوميين (باسيليوس أكسو ميتو). إلا أن العديد من العملات سُكَّت أيضاً بشكل مجهول (أو حتى بعد الوفاة)، خاصةً خلال القرن الخامس.
يمكن أن تتضمن النقوش على العملات المعدنية اسم بيسي ("رجل من"، جيز: bə'əəsyä ብ እስየየየየ) أو لقب (يبدأ بـ "الـ"، جيز: እ "هو الذي") بالإضافة إلى اسم الملك الشخصي. استُخدمت أسماء النعوت في كثير من الأحيان مقترنةً بالأسماء الشخصية على النقود في وقت سابق، بينما كانت النعوت أكثر شيوعًا في السنوات اللاحقة، حيث كانت الاسم الوحيد المنقوش في بعض المصادر. استُخدم النص اليوناني جنباً إلى جنب مع النقوش المكتوبة بخط الجيز، ولكنها كانت اللغة الوحيدة المستخدمة على العملات الذهبية، باستثناء عملات وازيبا ومديز المكتوبة بلغة الجيز. وبمرور الزمن، تدهورت اللغة اليونانية المستخدمة على العملات (الذهبية والفضية والبرونزية)، مما يدل على تدهور أكسوم. وعلاوة على ذلك، بدءاً من MHDYS للعملات البرونزية و Wazeba للعملات الفضية، حلت اللغة الجيزية تدريجياً محل اليونانية على المسكوكات.

### الشعارات
استعملت النقود الأكسومية عدداً من الشعارات طوال الفترة التي سُكَّت فيها، بدءاً من أوائل القرن الرابع. وفي هذا الوقت تقريباً، تم سك العديد من النقود البرونزية المجهولة التي تحمل ببساطة نقش ورسم Ασιλεύες (باسيليوس، "الملك") على الوجه إما من قبل الملك إزانا أو أحد خلفائه. لقد حملت النقود أول مثال على الشعار الأكسومي على الوجه الخلفي "عسى أن يرضي هذا الشعب". وكُتبت لاحقًا بلغة الجيز غير المنطوقة على النحو التالي: "ለሐዘበ ፡ ዘየደአ" LʾḤZB ZYDʾ. وتحت حكم الملك كالب أيضًا: "ለሀገረ ፡ ዘየደአ" LHGR ZYDʾ, "لعل هذا يرضي المدينة [البلد]." وقد استخدم ملوك آخرون شعارات مماثلة. فقد نُقش على ظهر عملات الإمبراطور أرماه في أوائل القرن السابع الميلادي: "ፈሰሐ ፡ ለየከነ ፡ ለአዘሐበ" FŚḤ LYKN LʾḤZB صوتيًا: ፍሥሓ ፡ ለይኲን ፡ ለአሕዛብ ፡ fiśśiḥā la-yikʷin la-'aḥzāb, "ليهنأ الناس"، مضاءة. "لتكن البهجة للشعوب".

### الملوك
صُنعت عملات معدنية باسم ثمانية عشر ملكاً أكسومياً منذ عام 295 حتى عام 620: إنديبيس، أفيلس، أفيلس، أوساناس الأول، وزب ، إيزانا، أوزيباس، أوزيباس، إيون، مديس، إيبانا، نزانا، أوساناس الثاني، كليب، أرماه، إيلا قباز، إسرائيل، جرسيم، جويل، وحثاساس.

### الملك إنديبيس

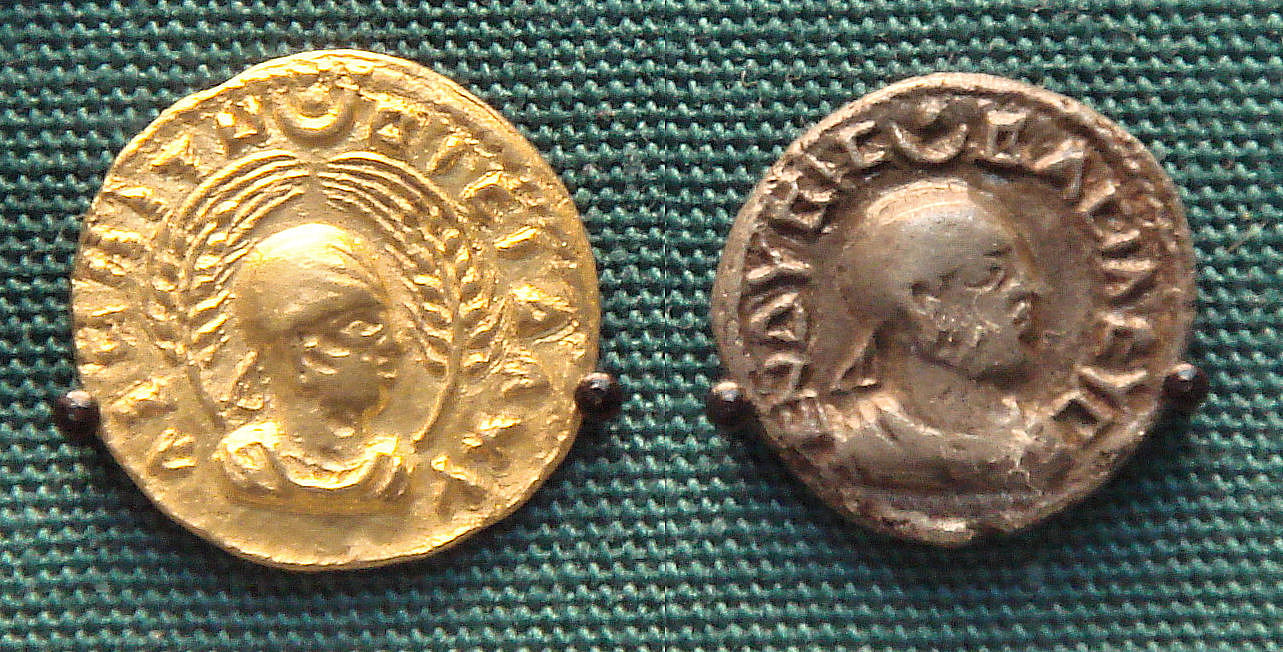
عملات الملك إنديبيس، 227 - 235 ق.م. في المتحف البريطاني. كُتب على اليسرى باليونانية "BACIΛEYC AΧWMITW" "إمبراطور أكسوم". أما اليمنى فتقرأ باليونانية: "الملك إنديبيس".

كان إندوبيس، أول ملك أكسومي معروف يسك نقود معدنية، ولقد ركز بشكل شبه كامل على وضع صورتهِ على الوجه والعكس. كانت الصورتان لرأسهِ والنصف العلوي من صدرهِ في صورة جانبية وهو يرتدي غطاء الرأس أو الخوذة الملكية وحلياً وفيرة. وبالإضافة إلى نقش اسمه الوصي، أشار إنديبيس أيضاً إلى اسمه الملكي، وهي ممارسة استمر عليها خلفاؤه الأوائل، ولكنها غالباً ما كانت مفقودة في العملات اللاحقة. كان الاسم البيسي نوعاً من الانتماء القبلي أو "الإثني" (أي إشارة إلى نسب الملك) الذي كان مختلفاً لكل ملك. كما أكد إنديبيس أيضاً على ديانته من خلال رمز القرص والهلال الذي كان يستخدمه قبل المسيحية كوسيلة دعائية (وهو غرض كانت النقود تخدمه بالفعل). أما الرمز الثاني الذي استخدمه إنيبيس واستمر في النقود التالية فهو رمز سنابل الشعير أو القمح حول صورة رأسه في صورة جانبية (وإن كانت أحياناً واحدة في السنوات اللاحقة). وعلى الرغم من عدم وجود دليل نقشي، إلا أنه بالنظر إلى موقعهما البارز حول صورة الملك، فإن سنابل الشعير (أو القمح) ربما كانتا رمزين تمثيليين للدولة الأكسومية. على الرغم من أن العملات اللاحقة ستكون أصغر حجماً، إلا أن إنديبيس اختار الأوريوس الروماني لتوحيد أوزان العملات الأكسومية على أساسه، حيث كانت الإصدارات الذهبية من نصف الأوريوس حوالي 2.70 جرام (بشكل أدق، ربما كان الوزن النظري 2.725 جرام).

### الملك أفيلاس

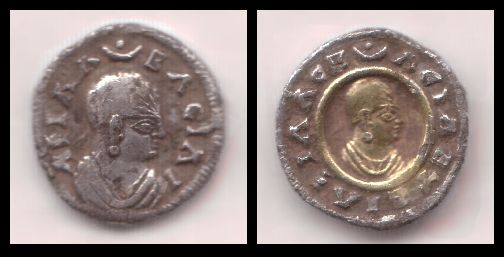
عملة فضية للملك أفيلاس مرصعة بالذهب.

وبينما تُظهر جميع عملات إندوبيس الملك بغطاء رأس أو خوذة، تُظهر عملات أفيلاس الملك مرتدياً تاجاً عالياً مثيراً للإعجاب فوق غطاء الرأس. ويتميز التاج بأعمدة من الأقواس التي تدعم مسامير عالية، ترتكز فوقها أقراص كبيرة غير محددة التكوين. وبالإضافة إلى التاج وغطاء الرأس، تضمنت عملات أفيلاس صوراً أخرى للشعارات الملكية، مثل الرمح والغصن مع التوت، وتصوير الذراعين، وإضافة شرابات ذات أهداب إلى الرداء الإمبراطوري، والمزيد من الحلي مثل التمائم والأساور. وعلى الرغم من هذا الابتكار، استمر أفيلاس في استخدام صورته في غطاء الرأس الإمبراطوري في بعض العملات، وأحياناً في الوجه الخلفي، بينما لا توجد صورته المتوجة إلا على الوجه.
وتضمنت إحدى إصداراته صورته الأمامية على وجه العملة التي انتهت مع فترة حكمه ولم يتم إحياؤها إلا على يد الملوك المتأخرين. كما تخلى الحكام اللاحقون عن سمتين أخريين من سمات سك العملة الخاصة بأفيلاس. إحداهما هي استخدام نقش "الملك أفيلاس" فقط على ظهر العملة، وهو الوجه الكتابي البحت الوحيد الذي استخدم على الإطلاق على عملة أكسوم. أما الآخر فكان استخدامه لأذن واحدة من الشعير أو القمح كوجه عكسي للعملة، على الرغم من استمرار استخدامه لأذنين تدوران حول صورة الملك.
وقد أدخل أفيلاس عدداً من المعايير المختلفة للمعادن الثلاثة، استمر بعضها حتى القرن السابع، بينما انتهى استخدام البعض الآخر مع انتهاء عهده. وسرعان ما تم التخلي عن عملاته الذهبية الجديدة (التي أصدرها بالتزامن مع الأقدم) من ربع أوريوس وثمن أوريوس (كل منهما معروف من عينة واحدة فقط)، وعُثر على عملات من فئة 1/16 أوريوس، وإن كان من المرجح أن تكون هذه العملات عبارة عن تخفيضات متعمدة لزيادة الربح (ومع ذلك كان الذهب الأكسومي نقيًا جدًا بشكل عام).
غير أن عملة أفيلس الفضية التي أصدرها أفيلس بنصف وزن العملة الأولى أصبحت المعيار الأكسومي الجديد للفضة حتى نهاية سك العملة. ويُفترض أن العملة القديمة كانت أكثر قيمة من اللازم، وعالجت العملة الجديدة المشكلة. أما الإصدار البرونزي لأفيلاس فقد ضوعفت قيمته إلى 4.83 جرام. وقد تشهد ندرة العملة على سرعة سحبها من السوق، كما هو مفترض في عملة الربع أوريوس. وهذان الإصداران هما الإصداران الوحيدان من إصدارات أفيلاس اللذان يصوره من الأمام وليس من المظهر الجانبي.

### الملك عيزانا

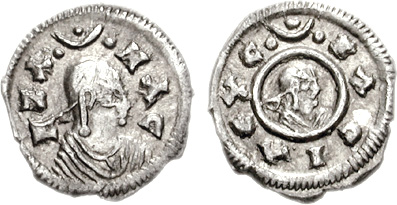
عملة فضية تحمل صورة الملك عيزانا

في عهد عيزانا حدث تغيير كبير في كل من المملكة الأكسومية وعملتها نتيجة لتغيير الديانة الرسمية إلى المسيحية، وهي من أوائل الدول التي قامت بذلك. وبينما تتطابق عملات عيزانا في النصف الأول من حكمه تقريباً مع عملات أفيلاس، باستثناء التخفيضات الطفيفة في الوزن، فإن عملات النصف الثاني من حكمه تستخدم تصاميم ثورية. ومع اعتناقه للديانة المسيحية، بدأ عيزانا في إظهار الصليب على عملاته، وهي المرة الأولى التي يظهر فيها الصليب المسيحي على الإطلاق في عملات العالم. وبعض عملاته المسيحية الذهبية من الوزن الذي كان موجوداً قبل إصلاح قسطنطين الأول لوزن العملة عام 324، مما يشير إلى تحول قبل هذا التاريخ أو ربما بعد ذلك ببضع سنوات، حيث أن العملة الأكسومية ربما لم تتغير أوزانها مباشرة.
إلى جانب اعتماد نقش الصليب على عملاتهِ جاء بالطبع التخلي عن رمز النجمة والهلال على العملات المعدنية. وتعكس النقود المسيحية اللاحقة اعتماد قسطنطين معيار 4.54 جم، مع انخفاض الأوزان النظرية في العملات الأكسومية إلى 1.70 جم للعملات الذهبية.
كما عثر على عملات معدنية لعيزانا بدون أي رمز على الإطلاق، إلى جانب عملات معدنية مماثلة بدون رمز لأبيه أوساناس. وقد تعكس هذه النقود تحولاً في الديانة في أكسوم عندما كان فرومنتيوس يؤثر على والد إيزانا ويجمع المسيحيين في البلاد، مما يعطي وزناً لكتابات روفينوس. وقد يعكس عدم وجود رمز على الإطلاق عدم اليقين بشأن أفضل طريقة لإظهار التغير في دين الدولة الأكسومية.

## معايير وزن النقود

### العملات الذهبية
كانت العملة الذهبية تزن في المتوسط 2.5 - 2.8 جرام، وكان قطرها يتراوح بين 15 - 21 ملم في بداية الإصدار، في عام 270 - 300. وهذا يجعلها نصف أوريوس التي كانت تزن 4.62-6.51 جرام في زمن بروبوس. أما إصدار إسرائيل (570-600) فقد كان وزنه 1.5 جرام وكان قطره 17 مم. وكان وزن سوليدوس موريس تيبيريوس الروماني 4.36-4.47 غراماً. وقد وجدت غالبية هذه العملات في جنوب الجزيرة العربية وليس في أكسوم. الاسم غير معروف لذا يشار إليها بوحدة AU.

### العملة الفضية
وبدءاً من إندوبيس أيضاً كان وزن هذه العملات يتراوح بين 2.11 و2.5 غرام، وهو نصف وزن الدينار الروماني الذي يتراوح بين 3.5 و4.5 غرام. كان وزن الديناريوس في أوائل القرن الثالث 2.5 - 3.00 غرامات من الفضة بنسبة 52 في المائة أو أقل، ولكن عملات أكسوم كانت فضة نقية تقريباً في البداية ثم خُفِّض وزنها لاحقاً. الاسم غير معروف لذا يشار إليها بوحدة AR.

### العملة الأساسية
وقد عُثر على معظم العملات البرونزية والفضية بشكل رئيسي في إقليم أكسوم مع وجود قطع قليلة جداً في يهودا ومروي ومصر. وهي تستند تقريباً إلى حجم العملات الرومانية القديمة من حيث الشكل والسمك. كما تطور التصميم أيضاً مثل النقود الرومانية في البداية ليكون جيداً ولكن بعد ذلك تتحول الصور إلى صور قديمة وغير معروفة. الاسم غير معروف لذا يُشار إليها بالوحدة المليمترية بقطر Æ، مثل Æ17 لعملة قطرها 17 ملم.

## التجارة
في وقت سك أكسوم للعملة، كان للدولة تاريخ تجاري طويل مع اليونان وروما والإمبراطورية الفارسية والهند. وفي الواقع أن بدء سك العملة في وقت متأخر جداً أمرٌ مثير للدهشة بعض الشيء. وقد يُعزى التأخر في استخدام العملة إلى عدم وجود اقتصاد متطور، وهو أمر ضروري لقبول العملة. فمعظم العملات الأكسومية كانت موجودة في المراكز التجارية الكبيرة مع وجود عدد قليل جداً في القرى النائية، حيث يكون تبادل السلع التجارية من خلال المقايضة وليس من خلال تبادل العملة. في الواقع، كان الدافع وراء سك أكسوم للعملات في البداية هو التجارة والأسواق الخارجية، كما يتضح من استخدام اللغة اليونانية على معظم عملاتها. وعلاوة على ذلك، يبدو أن العملات الذهبية كانت مخصصة في المقام الأول للتجارة الخارجية، في حين أن العملات النحاسية والفضية ربما تم تداولها بشكل رئيسي داخل الإمبراطورية الأكسومية، حيث أن الإصدارات الذهبية كانت تنص بشكل عام على "ملك الأكسوميين" كلقب للملك الأكسومي، في حين أن عنوان الإصدارات الفضية والنحاسية كان مكتوباً عليه بشكل عام "الملك" فقط." ويبدو أن الاستخدام الدولي للعملات الأكسومية قد بدأ في وقت مبكر، حيث عُثر في الهند على عملات الملك عيزانا وحتى عملات الملك أفيلاس (ثاني حاكم أكسومي يصدر عملات).

## الانخفاض
خلال القرن السابع، بدأت سلطة الأكسوميين بالفشل، وبدأ المجتمع الإثيوبي بالانسحاب أكثر إلى المناطق النائية في المرتفعات، وأصبحت المناطق الساحلية مناطق هامشية. استمر تداول العملات، ولكن اقتصر تداولها على مناطق أكثر محلية مثل النوبة وجنوب شبه الجزيرة العربية والقرن الأفريقي.

## علم الآثار
ونظراً لطبيعة النقود (مثل تقديم أسماء الملوك)، فقد أثبتت أهميتها التاريخية في بناء التسلسل الزمني لملوك أكسوم. ما يقدر بنحو 98 في المئة من مساحة مدينة أكسوم لم يتم التنقيب عنها، ومناطق أخرى أكثر من ذلك. ومن خلال تحليل عدد القطع النقدية المنتجة ونمط القطع النقدية، تمكن علماء الآثار من بناء تسلسل زمني تقريبي، متفق عليهِ عموماً حتى أواخر القرن السادس والسابع. ومن بين الملوك الأكسوميين العشرين الذين تشهد لهم عملاتهم، تؤكد النقوش وجود ملكين فقط من أشهر الملوك: عيزانا وكالب، وكلاهما كانت فترة حكمهما فترة ازدهار استثنائية خلال ذروة المملكة الأكسومية.
وقد عُثر على العديد من العملات المعدنية في شمال إثيوبيا وإريتريا، وهي منطقة أكسوم الوسطى، على الرغم من أنه عثر على بعض من عملات أكسوم في أراتو ولاليبيلا. كما عُثر على العديد من العملات المعدنية في مناطق أبعد من ذلك. وقد عُثر على كنوز عديدة من النقود (دائماً من الذهب باستثناء عملة فضية واحدة) في جنوب الجزيرة العربية، أكثر بكثير مما عُثر عليه في أكسوم نفسها، مما يدل ربما على وجود سلطة لدولة أكسوم في أجزاء من المنطقة (ربما يدعم استخدام ألقاب تدعي السيطرة على أجزاء من جنوب الجزيرة العربية منذ عهد كالب). وقد تكون هذه الكنوز هي بقايا الكنوز المتبقية في زمن كالب (ربما كانت تستخدم لدفع أجور الجنود)، عندما كانت تحت حكم حاكم أكسوم. أما خارج منطقة القرن الأفريقي وشبه الجزيرة العربية، فقد عُثر على عملات معدنية في مناطق بعيدة مثل إسرائيل ومروي ومصر والهند.
ووجدت العملات الفضية والنحاسية بشكل رئيسي في أكسوم، على الرغم من أن بعضها يمكن تتبعها إلى مراكز الحجاج الفلسطينيين.
بالإضافة إلى الأدلة التاريخية، يوفر استخدام العملات المعدنية للغة الجيز معلومات لغوية قيّمة. وعلى الرغم من ندرة استخدامها، إلا أن نطق الجِيْز التي تُستخدم أحياناً على العملات الأكسومية يسمح للغويين بتحليل التغيرات والتحولات في حروف العلة التي لا يمكن تمثيلها في الأبجديات السامية القديمة مثل العبرية والعربية والعربية الجنوبية القديمة والجيزة القديمة غير المنطوقة.

## روابط خارجية
- Barrandon, Jean-Noël; Godet, Éric; Morrisson, Cécile, "Le monnayage d'or axoumite: une alteration particulière", Revue Numismatique, 32 (1990), pp. 186–211.
- Hahn, Wolfgang, "Aksumite Numismatics -- A critical survey of recent Research", Revue numismatique, 6th series, 155 (2000), pp. 281–311
- Hahn، Wolfgang؛ Keck، R. (2020). Münzgeschichte der Akßumitenkönige in der Spätantike. Vienna. ISBN:9783950426809.{{استشهاد بكتاب}}:  صيانة الاستشهاد: مكان بدون ناشر (link)
- Hahn، Wolfgang؛ West، Vincent (2016). Sylloge of Aksumite Coins in the Ashmolean Museum, Oxford. Ashmolean Museum. ISBN:9781910807101.
- Munro-Hay، Stuart (1978). The chronology of Aksum: a reappraisal of the history and development of the Aksumite State from numismatic and archaeological evidence. London: School of Oriental and African Studies.
- Munro-Hay، Stuart C. (1984). The Coinage of Aksum. Manohar.
- Munro-Hay, Stuart, "The al-Madhāriba Hoard of Gold Aksumite and Late Roman Coins", Numismatic Chronicle, 149 (1989), pp.  83-100
- Munro-Hay, Stuart, "Forgeries of the Aksumite series", American Journal of Numismatics, 3/4 (1992), pp. 49–64.
- Munro-Hay، Stuart C.؛ Juel-Jensen، Bent (1995). Aksumite Coinage. Spink.
- Munro-Hay، Stuart C. (1999). Catalogue of the Aksumite Coins in the British Museum. British Museum.
- Sear، David R.؛ Bendall، Simon؛ O'Hara، Michael Dennis (1987). Byzantine Coins and their Values. London, United Kingdom: Seaby. ISBN:9780900652714. مؤرشف من الأصل في 2023-05-01.